# Eumetazoa
Gli eumetazoi (Eumetazoa Butschli, 1910) (dal greco εὖ [eu], bene/vero + μετά [metà], al di sopra + ζῷον [zóon], animale) rappresentano un sottoregno a cui appartengono la stragrande maggioranza degli organismi animali. In essi, la notevole differenziazione istologica in veri e propri tessuti ne ha da sempre suggerito una posizione filogenetica al di sopra dei precedenti gruppi, come i poriferi o i mesozoi. Rispetto a questi, svilupparono fin dalle origini l apertura boccale definita ed organi ben delineati, il che ne fa un raggruppamento di verosimile origine monofiletica. Distinguiamo gli eumetazoi più primitivi a simmetria originariamente raggiata o secondariamente biradiale (radiati) e la linea monofiletica dei bilateri a simmetria bilaterale.
Alcuni zoologi ritengono che la larva planula degli cnidari rappresenti il livello di organizzazione di un verosimile eumetazoo ancestrale, diblastica ma al contempo simile ad un protista cigliato. Secondo i fautori della teoria planuloide, furono queste mesoplanule ancestrali ad evolvere un terzo foglietto di cellule embrionali. Infatti, parallelamente all'acquisizione della simmetria bilaterale, la medesima linea evolutiva fece propria un'ulteriore fondamentale conquista: il terzo foglio cellulare interposto fra l'ectoderma e l'endoderma, definito mesoderma, non omologo agli strati acellulari dei radiati, il quale viene a caratterizzare la nuova organizzazione triblastica (o triploblastica), propria di tutti i bilateri. L'importanza del mesoderma è notevole poiché, dalla cavitazione e compartimentazione di questo, l'evoluzione ha portato alla formazione del celoma e degli organi correlati ad esso, come vedremo nei phyla più evoluti. Probabilmente il mesoderma degli animali precursori dei bilateri era un ectomesoderma simile a quello di alcuni cnidari attuali, quindi di derivazione ectodermica, che andò via via differenziandosi.
Prima dell'avvento delle moderne tecniche biomolecolari la ricostruzione della filogenesi di animali privi di parti scheletriche era piuttosto difficoltosa. Ad oggi, la teoria planuloide sembra essere verosimile.

## Classificazione

### Ramo Radiata (Radiati)
- Phylum Coelenterata o Cnidaria (Celenterati o Cnidari)
- Phylum Ctenophora (Ctenofori)

### Ramo Bilateria (Bilateri)
Prima della nuova classificazione, queste specie venivano divise in Acelomati, Pseudocelomati e Celomati Schizocelici. Ma alla fine, questa catalogazione tassonomica, presentò molti punti oscuri e divisioni controverse, e venne quindi abbandonata. Pertanto oggi è da considerarsi obsoleta.

#### Protostomi

##### Clado Ecdysozoa
- Phylum Kinorhyncha (Chinorinchi)
- Phylum Priapulida (Priapulidi)
- Phylum Nematoda (Nematodi o Vermi cilindrici)
- Phylum Lobopodia (Lobopodi)
- Phylum Nematomorpha (Nematomorfi)
- Phylum Loricifera (Loriciferi)
- Phylum Arthropoda (Artropodi)
- Phylum Tardigrada (Tardigradi)
- Phylum Onychophora (Onicofori)

##### Clado Lophotrochozoa
- Phylum Nemertea o Rhynchocoela (Nemertini o Nemertei o Rincoceli)
- Phylum Entoprocta o Kamptozoa (Endoprocti o Endoprotti o Camptozoi)
- Phylum Mollusca (Molluschi)
- Phylum Annelida (Anellidi o Vermi Metamerici)
- Phylum Echiura (Echiuridi o Echiuridei)
- Phylum Sipuncula (Sipunculidi)
- Phylum Bryozoa o Ectoprocta (Briozoi o Ectoprocti)
- Phylum Phoronida (Foronidei)
- Phylum Brachiopoda (Brachiopodi)
- Phylum Hyolitha (Ioliti)

##### Clado Platyzoa
- Phylum Platyhelminthes (Platelminti o Vermi piatti):
- Phylum Gastrotricha (Gastrotrichi)
- Phylum Gnathifera
- Phylum Rotifera (Rotiferi)
- Phylum Acanthocephala (Acantocefali)
- Phylum Gnathostomulida (Gnatostomulidi)

##### Non assegnato
- Phylum Pentastomida (Pentastomidi o Linguatulidi)

#### Deuterostomi
- Phylum Chaetognatha (Chetognati o Sagittoidei)
- Phylum Echinodermata (Echinodermi)
- Phylum Hemichordata (Emicordati)
- Phylum Chordata (Cordati)